# Procentteken
Het procentteken (%) is een wiskundig symbool waarmee procenten oftewel percentages worden aangegeven in teksten en formules. Het teken ontstond in de loop der tijd door contractie en stilering van het Italiaanse per cento. Tegenwoordig gebruikt men het in de informatica in diverse andere rollen.

## Herkomst
Het teken is (vermoedelijk) ontstaan uit de schrijfwijze voor "aantal per honderd", in het Italiaans "per cento". 

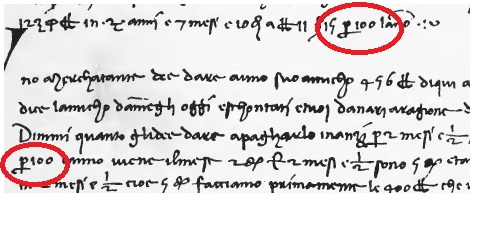
Procentteken in een manuscript uit 1339
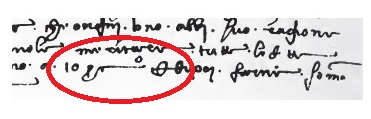
Procentteken in een manuscript uit 1425
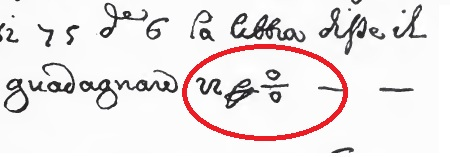
Procentteken in een manuscript uit 1684

In manuscripten uit de veertiende eeuw treft men formuleringen aan als "x ᵱ 100" of "x ᵱ cento", waarbij de doorstreepte ᵱ staat voor het Italiaanse "per". Tijdens de vijftiende eeuw ontstonden door samentrekking uit "per cento" de vormen "ᵱ co" en "ᵱ c̊". Tot in de zeventiende eeuw ontwikkelde zich deze samentrekking tot een symbool bestaande uit twee cirkels boven elkaar, gescheiden door een horizontaal streepje. Aanvankelijk werd er nog een "per" of "ᵱ" voor geschreven, maar dat viel na verloop van tijd weg. Het procentteken werd echter pas halverwege de negentiende eeuw algemeen aanvaard. In de moderne notatie wordt het procentteken als ligatuur % geschreven met een schuine streep in plaats van een horizontale. In sommige lettertypen is de bovenste cirkel verbonden met de schuine streep: {\displaystyle \%}.  
Uit het procentteken werden het promilleteken ‰ en het pro-tienduizend-teken ‱ afgeleid.

## Gebruik

### Wiskunde
In de wiskunde, maar ook in het dagelijkse taalgebruik wordt het procentteken gebruikt om procenten aan te duiden. Formeel gezien is dit een unaire operatie die erin bestaat het ervoorstaande getal te delen door honderd: 12 % = 12/100 = 0,12. Het geeft een fractie aan zonder gebruik te maken van cijfers na de komma: 5% van 120 = 0,05 × 120 = 6.
Het procentteken wordt soms onmiddellijk na het getal geschreven, soms wordt het ervan gescheiden door een spatie. In computerteksten moet men dan vermijden dat het procentteken op een nieuwe regel komt te staan; dit kan men voorkomen door in een tekstverwerker een harde spatie in te voegen of de HTML-entiteit &nbsp; in HTML-tekst.

### Informatica
Het procentteken heeft de ASCII-code 37 decimaal (25 hexadecimaal). Het heeft in de informatica verschillende functies die niets te maken hebben met de oorspronkelijke betekenis:
- in een aantal programmeertalen, waaronder C, C++, Perl, Python en Java, staat het procentteken voor de modulo-operator die de rest van een deling geeft; zo geeft 23 % 10 als resultaat 3.
- in URL-coderingen staat een % die onmiddellijk gevolgd wordt door twee hexadecimale cijfers voor een teken dat anders mogelijk niet toegelaten is; bijvoorbeeld %20 voor een spatie of %3F voor een vraagteken.
- in de opmaaktalen TeX, LaTeX en PostScript evenals in MATLAB betekent "%" in een programma dat de rest van de lijn commentaar is.
- in de meeste  BASIC-dialecten geeft een procentteken na de naam van een variabele (A%) aan dat het een integer-variabele is.
- in de programmeertaal Perl geeft een procentteken voor een variabele (%A) aan dat het een hash-variabele is.
- in een aantal programmeertalen waaronder C, C++, D en PHP geeft het procentteken, gevolgd door een of meerdere specifieke aanduidingen, aan welke vorm een af te drukken of in te lezen waarde heeft. Dit komt voor in de functies printf, fprintf, scanf en fscanf; bijvoorbeeld: 
  - printf("%f", a);  drukt de waarde van a af als een  decimaal getal (float);
  - printf("%i", k);  drukt de waarde van k af als een geheel getal (integer);
  - scanf("%x", &w);  leest een hexadecimaal getal in dat de waarde van variable w wordt.
- in de programmeertaal Prolog leidt het procentteken een "escape sequence" in. Die worden gebruikt voor het aangeven van formatterings- en substitutie-acties in de writef (formatted write)-functie. "%" gevolgd door een of meerdere tekens geeft aan hoe het daaropvolgende argument moet afgedrukt worden; bijvoorbeeld  writef(%Nc, x)  drukt de waarde van x af, gecentreerd over N kolommen.
- in de unix-shells csh, tcsh en zsh is het procentteken de default-prompt van een gebruiker die geen rootgebruiker is.
- bij het unixcommando date kan de datum geformatteerd afgedrukt worden. Hierbij wordt gebruikgemaakt van het procentteken. Zo zal bijvoorbeeld het commando

date "+Het is vandaag %d-%m-%Y"
resulteren in de tekst
Het is vandaag 16-03-2025
- in MS-DOS en PC-DOS batchbestanden  staat %1, %2,... voor de eerste, tweede... parameter waarmee het bestand werd aangeroepen. De naam van een variabele of omgevingsvariabele, tussen twee procenttekens geschreven, wordt tijdens uitvoering tekstueel vervangen door de waarde ervan; bijvoorbeeld: echo %naam% toont de waarde van de variable naam op het scherm.